# Csorba János (politikus)
Csorba János (Makó, 1897. augusztus 9. – Budapest, 1986. szeptember 11.) magyar ügyvéd, kisgazdapárti politikus, a német megszállás után Budapest első polgármestere, az 1956-os forradalom idején az újjáalakult Kisgazdapárt vezetője.

## Élete a forradalomig
Szülei: Csorba István római katolikus kisbirtokos és Papós Julianna voltak. Csorba János az egyetem elvégzése után Makón volt ügyvéd. 1931-ben lépett be a Kisgazdapártba, előbb a párt makói, majd Csanád megyei elnöke lett. 1941-ben parlamenti képviselőnek választották.
1944. március 19-étől, az ország német megszállása idején Csorba részt vett az ellenállási mozgalomban, novemberben a Magyar Nemzeti Felkelés Felszabadító Bizottsága alelnökének is megválasztották.
1945. január 19. és május 16. közt Budapest polgármestere volt, később (1948-ig) a Közigazgatási Bíróság elnöki posztját töltötte be, a kommunista hatalomátvétel után azonban már nem kaphatott jelentős posztot, sőt 1951. június 11-én kitelepítették, és több mint két évig Dévaványán kényszerült élni. 1953 végétől folytathatta ügyvédi praxisát.

## A forradalom idején és utána
Csorba János 1956. október 30. és november 4. közt, a szovjet hadsereg bevonulásáig a Kisgazdapárt ideiglenes intéző bizottságának tagja volt, korabeli újságjelentés szerint a bizottság elnöke. 1970-ben ment nyugdíjba.

### Politikai nézetei a forradalom alatt
Csorba támogatta Nagy Imre miniszterelnök intézkedéseit és terveit a Varsói Szerződés felmondásáról, az ország semlegességének kinyilvánításáról és az ENSZ-hez benyújtott panaszról a szovjet beavatkozás ellen.
Az újjáalakított Kisgazdapárt vezetőjeként azonban jóval távolabbra ment követeléseiben, mint azok, akik Nagy Imrétől a kommunista rezsim megreformálását várták. Azokkal értett egyet, akik a forradalom folytatását és új, tiszta emberekből álló kormány felállítását kívánták, akik nem vettek részt az előző tíz év politikájában, amely az országot romlásba döntötte.
"Nagy Imrének nem szabad késlekednie és a legsürgősebben életre kell hívnia egy olyan koalíciós kormányt, amely megfelel az ország belső politikai viszonyainak. Minden késlekedés súlyos felelősséggel jár," – idézte Csorbát 1956. november 3-án a Magyar Nemzet.
Korábban, november 1-jén az Igazság című lapban Csorba pontosabban fogalmazta meg követeléseit: új koalíciós kormányt kívánt az 1945-ös pártarányok alapján, új alkotmányt, az Elnöki Tanács megszüntetését és a köztársaság visszaállítását (az államforma ekkor népköztársaság volt). 

## Magyarul
- A Közigazgatási Bíróság mint alkotmányvédő bíróság. A Közigazgatási Bíróság elnökének elnöki székfoglalója; Officina, Bp., 1945
- Mit dolgozik a közigazgatási bíróság; Hernádi, Bp., 1948